# Robert Kołakowski
Robert Jerzy Kołakowski (* 15. März 1963 in Ciechanów) ist ein polnischer Politiker und seit 2005 Abgeordneter des Sejm in der V. und VI. Wahlperiode.
Er war Leiter des Museums für Romantik in Opinogóra Górna, war Redakteur einer Ciechanower Zeitschrift und danach war er Chef der Chiechanower Delegatur des Marschallsamtes der Woiwodschaft Masowien.
Bei den Parlamentswahlen 2005 wurde er für den Wahlkreis 16 Płock über die Liste der Prawo i Sprawiedliwość (Recht und Gerechtigkeit – PiS) mit 5335 Stimmen in den Sejm gewählt.
Bei den Sejmwahlen 2007 wurde er für die PiS mit 9213 Stimmen als Abgeordneter bestätigt.